# Prayssac
Prayssac es una comuna francesa situada en el departamento de Lot, en la región de Occitania.

## Demografía
| 1850 | 1975 | 2065 | 2160 | 2233 | 2300 | 2419 |
| Para los censos de 1962 a 1999 la población legal corresponde a la población sin duplicidades (Fuente: INSEE [Consultar]) |      |      |      |      |      |      |